# 1347 Patria
1347 Patria (1931 VW) là một tiểu hành tinh vành đai chính được phát hiện ngày 6 tháng 11 năm 1931 bởi G. Neujmin ở Simeis.